# Cojoba zanonii
Cojoba zanonii är en ärtväxtart som först beskrevs av Rupert Charles Barneby, och fick sitt nu gällande namn av Rupert Charles Barneby och James Walter Grimes. Cojoba zanonii ingår i släktet Cojoba, och familjen ärtväxter. Inga underarter finns listade i Catalogue of Life.